# Gustav Giemsa
Gustav Giemsa (20 novembre 1867 – 10 giugno 1948) è stato un chimico e batteriologo tedesco.

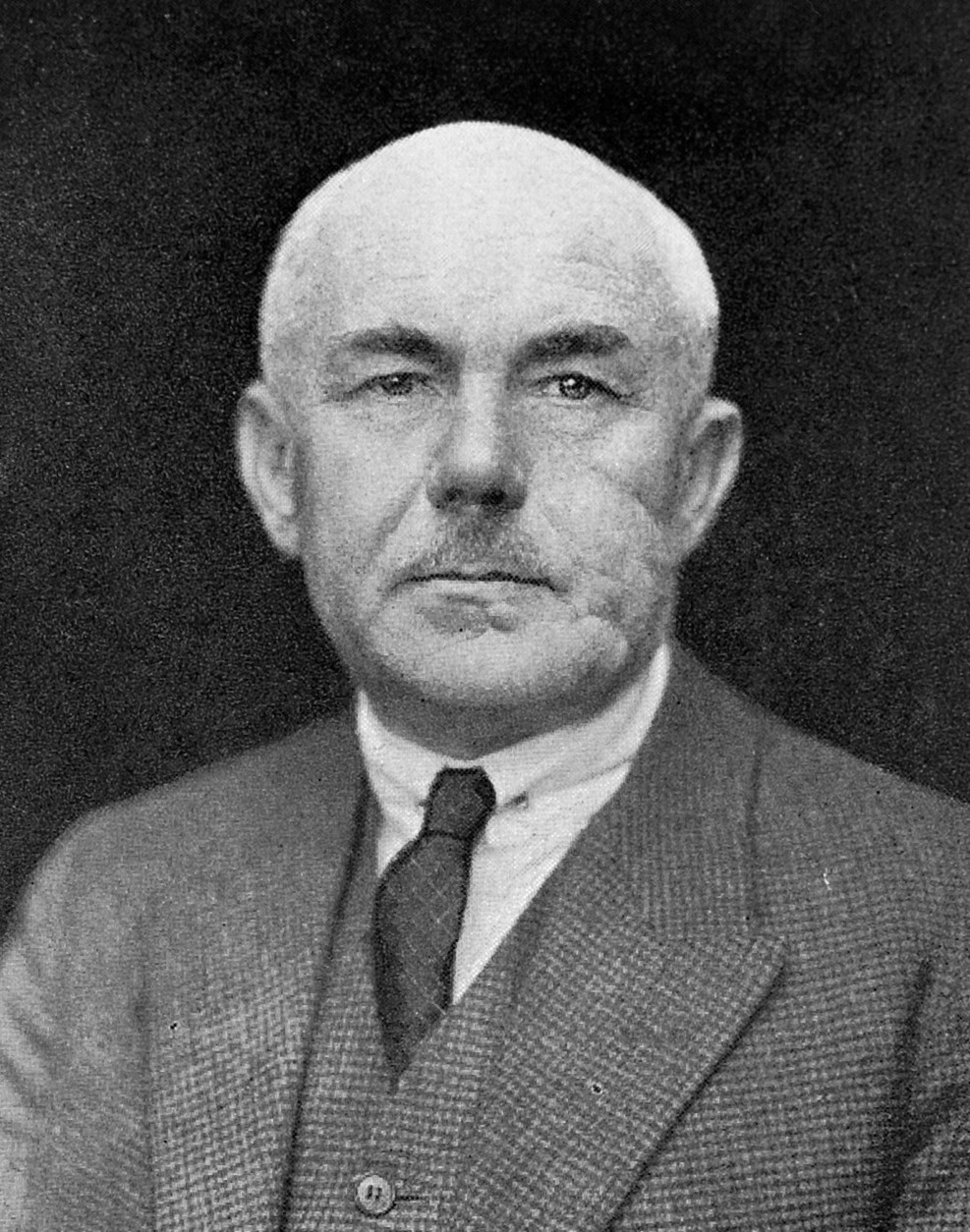
Gustav Giemsa

Originario di Medar-Blechhammer (ora parte della città polacca di Kędzierzyn-Koźle). È ricordato per aver creato una colorazione comunemente nota come "colorazione di Giemsa". Questa viene utilizzata per la diagnosi istologica della malaria e di parassiti come per esempio il plasmodio, il tripanosoma e la clamidia.
Giemsa studiò farmacia e mineralogia all'Università di Lipsia e chimica e batteriologia all'Università di Berlino. Tra il 1895 e il 1898 lavorò come farmacista nell'Africa orientale tedesca. Fu uno dei primi assistenti di Bernhard Nocht presso l'Institut für Tropenmedizin (attuale Istituto di medicina tropicale Bernhard Nocht) ad Amburgo, nel quale nel 1900 divenne capo del Dipartimento di Chimica.
Nel 1904 Giemsa pubblicò un saggio sulla procedura per colorare i flagellati, cellule del sangue e batteri. Giemsa apportò miglioramenti alla colorazione di Romanowsky (Eosina Y e blu di metilene) stabilizzando questa colorazione attraverso l'uso di glicerolo. Questo metodo è tuttora usato nei laboratori.
Nel 1933 Giemsa firmò il "Voto di fedeltà dei professori delle università e scuole superiori tedesche ad Adolf Hitler e allo Stato nazionalsocialista", in tedesco "Bekenntnis der Professoren an den deutschen Universitäten und Hochschulen zu Adolf Hitler und dem nationalsozialistischen Staat". Aderì anche al NSDAP.